# Psi-kinderen
Psi-kinderen (Engelse titel: Sunburst) is een sciencefictionroman uit 1964 van de Canadese schrijver Phyllis Gotlieb. Naar het boek is de Sunburst Award genoemd, een Canadese prijs voor speculatieve romans al dan niet binnen het genre sf. Het boek kan ook gelezen worden als psychologische roman.

## Synopsis
Het verhaal gaat over het dertienjarig meisje Shandy. Zij leeft in het (fictieve) stadje Sorrel Park, dat in de omgeving van Chicago ligt. De energievoorziening van de gehele Verenigde Staten draait op kernenergie. De centrale van Sorrel Park heeft echter een ongeluk gehad, waardoor straling is vrijgekomen, maar de bewoners konden er wel blijven. Door dat ongeluk is Sorrel Park van de buitenwereld afgesloten, want het is het enige stadje in de VS dat de energie weer uit kolen haalt. Een aantal jaren na het ongeluk blijkt dat de kinderen geboren worden met paranormale krachten. Zij hebben telepathie, kunnen doen aan telekinese en teleportatie. De bewoners en overheid van het stadje weten niet hoe ze daar mee om moeten gaan en sluiten de kinderen op in De Dump. Het is een tehuis, waarin de kinderen steeds maar onderzocht en getest worden in een militair regime. Shandy blijkt eveneens een gave te hebben, zij kan zich geheel van de buitenwereld afsluiten, zodat ze ook niet door telepaten “bekeken” kan worden. Ook Shandy wordt opgepakt en in De Dump gezet, hetgeen leidt tot een opstand.
Pas dan dringt de vraag zich op: Zijn de kinderen superbegaafd en een mutatie voor de toekomst of is er sprake van regeneratie. Opvallend aan de kinderen is namelijk dat ze afkomstig zijn uit de minder sociale gezinnen van Sorrel Park. De kinderen breken uit De Dump, maar kunnen nauwelijks in de buitenwereld overleven. Na de opstand rest maar een mogelijkheid, terug naar De Dump en het beleid daarin/daaraan aanpassen. Voor Shandy geldt hetzelfde; is haar mogelijkheid tot blokkade een blik op de toekomst of een achteruitgang.

## Ontvangst
De ontvangst van het boek, ook vele jaren later, was wisselend. Sommigen waren enthousiast en bestempelden het als een klassieker (vandaar de prijs genoemd naar het boek), anderen vonden het wisselvallig. Het boek verscheen elf jaar na de oorspronkelijke uitgave in een Nederlandse vertaling. Voor zover bekend is Sunburst het enige boek van Gotlieb dat naar het Nederlands vertaald is, waarschijnlijk beperkt tot een enkele druk. Het was daarbij het eerste SF-boek binnen de Born SF-serie op groot formaat. Het is niet meer gedrukt in Assen, de oorspronkelijke plaats van de drukkerij van Born NV Uitgeversmaatschappij, het complex werd destijds gesloopt.